# Église gallicane, tradition apostolique de Gazinet
L'Église gallicane, tradition de Gazinet,, aussi appelée Église gallicane - Tradition Apostolique de Gazinet, officiellement nommée Association cultuelle Église gallicane - Tradition apostolique de Gazinet, est une Église indépendante.
Cette Église n'est pas reconnue par l'Église catholique.

## Noms
Cette Église a changé plusieurs fois de dénomination au cours de son histoire. Elle s'est parfois appelée : 
- Église gallicane[5] ;
- Église catholique apostolique et gallicane[6] ;
- Église catholique apostolique française[6] ;
- Église catholique française[7] ;
- Église catholique traditionnelle[8] ;
- Église catholique gallicane autocéphale[8] ;
- Église catholique gallicane[8] ;
- Église apostolique néo-gallicane[4]

## Historique
L’Église gallicane dite de Gazinet naît le 15 février 1916 par la déclaration de constitution de l'association cultuelle Saint-Louis. Son siège initial est à Gazinet en Gironde, où une guérisseuse et voyante, Alphonsine Rénolleau (épouse Mathieu), dite « Maman Mathieu » ou encore « la sorcière des landes », avait fait construire une église dédiée à Saint Louis. Par le biais d'Ortarix d'Alonzo, herboriste et spirite, Maman Mathieu fait la connaissance de François Giraud (lui-même guérisseur et adepte de l'ésotérisme, ordonné prêtre en 1907 par Joseph-René Vilatte puis évêque en 1911 par Ernest Houssay dit l'abbé Julio). François Giraud accepte de servir la communauté comme chef et guide spirituel. Maman Mathieu lui fait don de sa maison et de son église, pour y établir son « saint siège ». 
Dès 1922, la communauté publie Le Gallican et développe d'autres lieux de cultes comme à Tours en 1922, Bordeaux en 1936 ou Paris en 1943.
En 1944, le régime de Vichy interdit l'Église gallicane de Gazinet et ses archives sont dispersées.
Après la mort de Bernard-Isidore Jalbert-Ville[Qui ?], c'est le comte Irénée Poncelain d'Eschevannes, historien et poète, qui devient le « patriarche » de cette Église jusqu'à sa mort en 1970.
En 1975, Patrick Truchemotte (1929-1986) lui succède. Il dit posséder un pouvoir thaumaturgique et possède selon Sud Ouest « un nombre impressionnant de titres non reconnus de facultés privées : docteur en homéopathie et naturologie, etc. ». Depuis 1987, c'est son gendre, Thierry Teyssot — marié à sa fille, la diaconesse Sylvie — qui est le « primat » de cette Église.

## Primats
- François Giraud (1928–?)[16]
- Bernard-Isidore Jalbert-Ville (1950–?)[16]
- Irénée Poncelain d'Eschevannes (1966–1970)[15][16]
- Patrick Truchemotte (1975–1986)[11][16]
- Thierry Teyssot (d) (1987–)[16][17]